# Sigma Nu

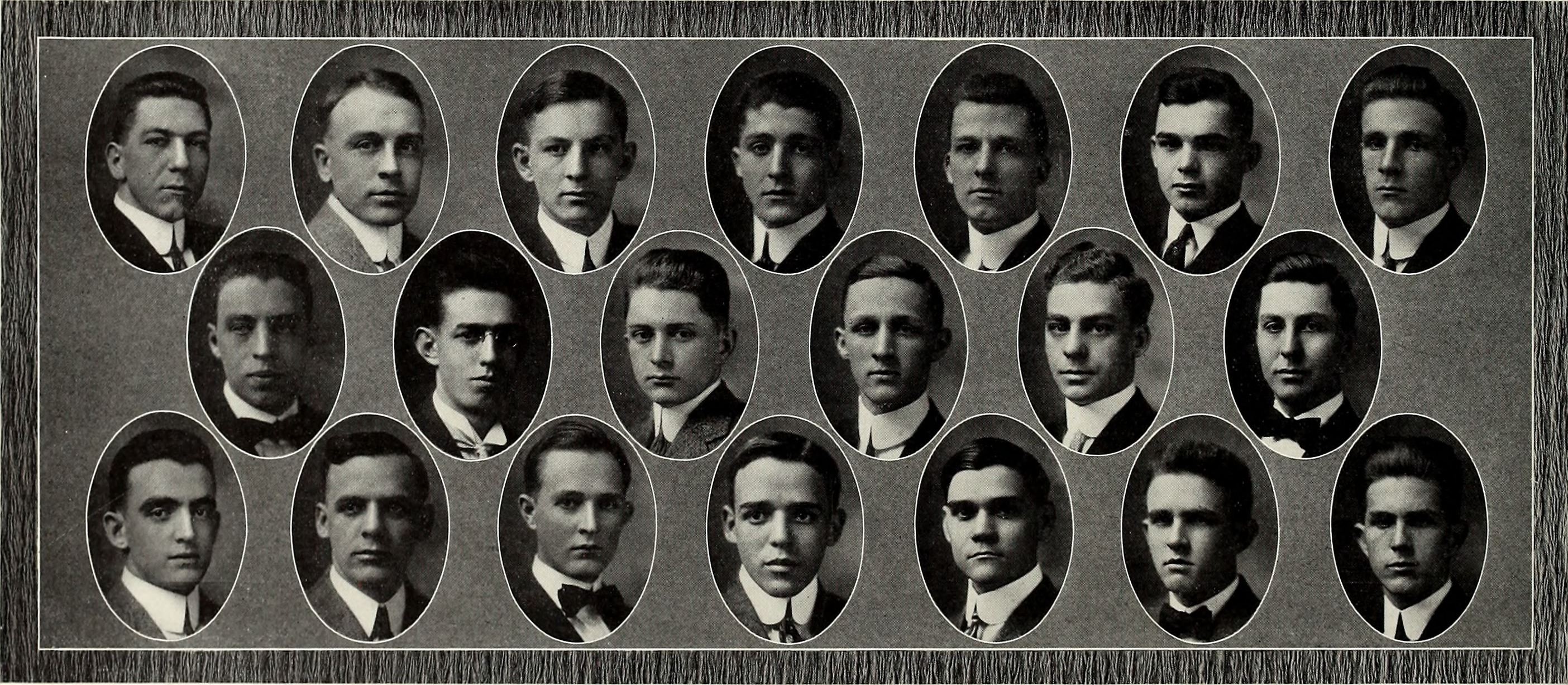
Membres de Sigma Nu à l'Université de l'Indiana en 1910

ΣΝ (Sigma Nu) est une fraternité étudiante qui est localisée aux États-Unis et au Canada. Elle a été établie en 1869 par James Frank Hopkins, le juge Greenfield Quarles et James McIlvaine Riley juste après qu'Hopkins a été témoin de ce qu'il considère être un rituel de bizutage par des supérieurs à l'Institut Militaire de Virginie. L'existence de Sigma Nu est restée secrète jusqu'à ce que les fondateurs annoncent publiquement leur nouvelle société le premier janvier 1869, la date communément acceptée de création de Sigma Nu.